# Poqomchi'
El poqomchi'  és una llengua maia, emparentat amb el poqomam. És parlat pels poqomchi's de Guatemala. Es distingeixen dos dialectes: el poqomchi' oriental i occidental parlats a Purulhá, Baja Verapaz, i a les següents municipalitats d'Alta Verapaz: Santa Cruz Verapaz, Sant Cristóbal Verapaz, Tactic, Tamahú i Tucurú. És també l'idioma predominant en el municipi de Chicamán (El Quiché), fronterer amb Alta Verapaz.

## Gramàtica del Pocomchi' Occidental

### Fonologia
El sistema fonològic pocomchi' consta de cinc vocals: a, i, i, o, o, que poden ser curtes o llargues, en aquest cas posseeixen una durada doble de la normal. El sistema de consonants consta de 25 sons representats per les grafies: b,c,ch,h,j,k,l m,n,p,q,r,s,t,w,x,i,z i les grafies glotalitzades: c', ch', k', p', q', t', tz'.
Totes les paraules en aquest idioma s'accentuen en l'última síl·laba amb excepció en aquells préstecs de l'espanyol "xamána" "Xíla" "úla"; setmana, cadira, hule respectivament

### Morfologia i Sintaxi
Com tota llengua maia, es tracta d'una llengua ergativa amb ergativitat escindida, donant el mateix tracte a fi d'una acció transitiva com el subjecte d'una acció intransitiva en la majoria dels casos. La forma més simple per estructurar una frase és la següent: Verb + complement + subjecte.
Hi ha dos sistemes bàsics per ordenar l'oració pocomchi':

#### Verb/Subjecte
- Xinjamanic i hin

lit. Vaig córrer jo
- tz'ukulcat i hat

lit. estàs sentat tú

#### Subcjete/Verb
- Re hin Xinjamanic

lit. Jo vaig córrer
Tots dos ordres poden ser alterats quan l'oració és de tipus transitiva i es desitja marcar al tema (re) del qual es parla sigui aquest el subjecte o objecte d'una acció.

#### Tipus de Verbs

##### Verbs transitius
Descriuen accions en les quals participen explícita o implícitament un objecte i un subjecte marcats dins de l'oració per partícules pronominals. Ex.
- Re hin xinch'ey i pedro

Jo colpegi Pedro
- Re hat xalok' kiib tilul

Vostè va comprar dos bananers

##### Verbs intransitius
Expressa accions en les quals participa únicament un subjecte sense un objecte al que es dirigeixi l'acció
- re' hin xinjamanik

Jo vaig córrer

##### Conjugació dels Verbs
En aquest idioma la informació sobre l'acció se centra en l'estat de desenvolupament en el que es troba i els participants que la fan :
| Partícula | funció                                           | Exemple                                                  |
| --------- | ------------------------------------------------ | -------------------------------------------------------- |
| x-        | acció completa                                   | x-in-ban vaig fer                                        |
| e-        | probabilitat de finalitzar una acció en el futuo | e-ni-ban jo faria                                        |
| na-       | certesa de finalitzar una acció en el futur      | na-ni-banam jo faré                                      |
| k'ahchi'  | acció en progrés                                 | k'ahchi' ni-banam Estic fent                             |
| P'uht     | inici d'una acció                                | p'uht ni-banam vaig començar a parlar (en aquest moment) |
| ch-       | imperatiu transitiu                              | Cha-yew win wooj dona'm el meu alvocat                   |
| ti-       | imperatiu intransitiu                            | ti-tz'uk assegui's                                       |

#### Pronoms

##### Clítics
| Persona    | Joc A          | Joc B           | Joc C         |
| ---------- | -------------- | --------------- | ------------- |
| 1 singular | ni-/w-         | Kin-            | -in-          |
| 2 singular | a-/aw-         | ti/t            | -at-          |
| 3 singular | ri-/r-         | in/n            | sin indicador |
| 1 plural   | ka-/k_         | koj-            | -oj-          |
| 2 plural   | a- tak/aw- tak | ti- tak/ t- tak | -at- tak      |
| 3 plural   | ki-/k-         | ki-             | -i-/-eb       |

Joc A
Poden actuar com a subjectes de tot acció transitiva. Endemés fan la funció de possessius quan es troben davant d'un substantiu comú.
- Awex el teu pantaló
- Re hat xachey i pedro tú vas colpejar Pedro

Joc B
Actuen com a subjectes d'accions intransitives imperatives (ti) habituals (sense marca) i de possible realització (e-).
- tiponok pan nipat vaig arribar a casa meva
- Re hin kinoj pan tinamit "vaig cap al poble"
- Re' take re' equiponic ar ells arribarien (podrien arribar) allà

Joc c
Funcionen com a subjectes de verbs intransitius i objectes de verbs transitius quan l'acció ha conclòs i com a subjectes de verbs d'estat.
- Xinwirik i hin jo vaig dormir
- Re hin Xatnich'ey i hat et vaig colpejar
- re hin Tz'ukulkin Jo estic assegut

##### Lliures
| Pronom     |          |
| ---------- | -------- |
| 1 singular | hin      |
| 2 singular | hat      |
| 3 singular | re'      |
| 1 Plural   | hoj      |
| 2 Plural   | hat tak  |
| 3 Plural   | take re' |

##### Relacionals
| Pronom   |                                  |
| -------- | -------------------------------- |
| wiin     | meu/a mi/ per mi                 |
| aweh     | teu/a tu/ per tu                 |
| reh      | seu/a ell ella/per ell ella      |
| keh      | nostre/a nosaltres/per nosaltres |
| aweh tak | Vostre/a vosaltres/per vosaltres |
| qej      | llur/a ells/ per ells            |